# Anthaxia senilis
Anthaxia senilis es una especie de escarabajo del género Anthaxia, familia Buprestidae. Fue descrita científicamente por Wollaston en 1864.

## Distribución
Habita en el Neártico, Neotrópico, región indomalaya, Paleártico y región afrotropical.